# دانييلا رايمر
دانييلا رايمر (بالألمانية: Daniela Reimer )‏ (و. 1982  م) هي مجدفة ألمانية، ولدت في بوتسدام، شاركت في التجديف في الألعاب الأولمبية الصيفية 2004 – وزن خفيف سيدات تجديف مزدوج ‏.

## روابط خارجية
- دانييلا رايمر على موقع الاتحاد الدولي للتجديف (الإنجليزية)
- دانييلا رايمر على موقع اللجنة الأولمبية الدولية (الإنجليزية)
- دانييلا رايمر على موقع أوليمبيديا (الإنجليزية)